# Octotoma brasiliensis
Octotoma brasiliensis is een keversoort uit de familie bladkevers (Chrysomelidae). De wetenschappelijke naam van de soort werd in 1921 gepubliceerd door Julius Weise.